# Анкх

Анкх

Анкх (анк, анх) — символ, відомий як єгипетський хрест (Т-подібна фігура, увінчана зверху кільцем), символ життя в Стародавньому Єгипті.
Також має інші назви: «ключ життя», «ключ Нілу», «бант життя», «вузол життя», «хрест із петлею», «єгипетський хрест», «Крукс Ансат» (лат. Crux ansata).
Анкх як один із єгипетських ієрогліфів означає «життя», а як символ указує на безсмертя. За схожістю із християнським хрестом анкх увійшов у коптську символіку як символ вічного життя.
Анкх як «ключ життя» ототожнювався з богами у єгиптян, був відомий у великій цивілізації мая і у скандинавів (був символом безсмертя і асоціювався з водою, з народженням життя).

## Тлумачення форми знака
У формі анкха поєднано хрест — символ життя, і коло — символ вічності. Його форму тлумачать як сонце, що сходить, як ключ, а також як комбінацію чоловічих і жіночих символів, Осіріса й Ісіди, як союз земного й небесного.

## Тлумачення змісту знака

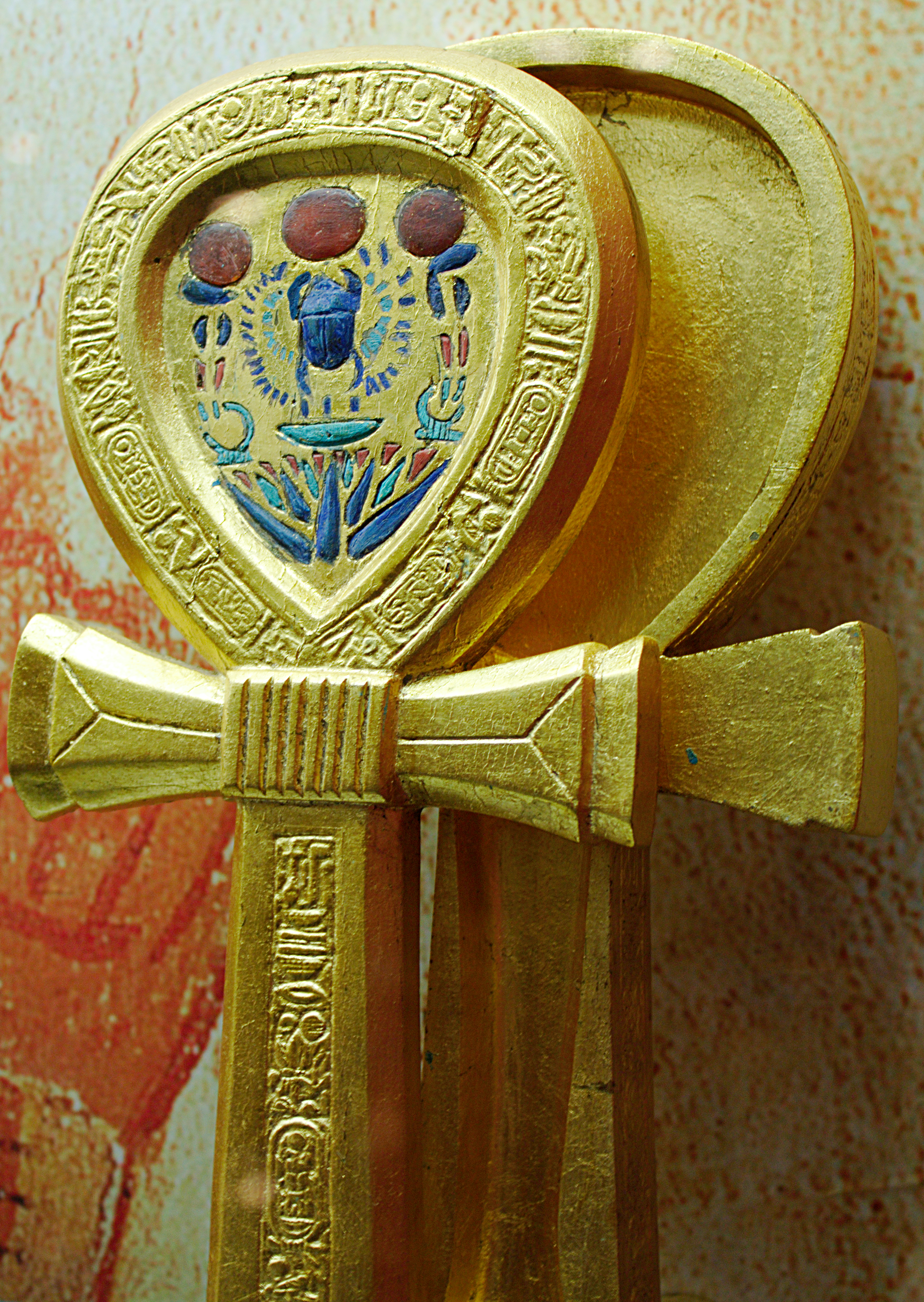
Анкховидний дзеркальний корпус

За віруваннями єгиптян, цей знак відображає магічні узи, що поєднують усі речі в єдиний Вузол Ізиди, Богині Любові та Життя, яка, відповідно до міфу, поєднала розкидані частини свого чоловіка Осіріса.
«Анкх — найсвященніший хрест єгиптян — знак життя, живого, клятви, завіту, що тримали в руках їхні Боги, фараони й мумії померлих» (О. П. Блаватська).

## Анкх у віруваннях і мистецтві єгиптян
Пов'язаний з концепцією вічного життя, анкх використовувався єгипетськими художниками. Усіх богів зображували з анкхом у правій руці. За віруваннями, від володіння ним залежало життя як божественної, так і смертної істоти; боги обдаровували цим знаком царів і душі, виправдані в Залі Суду — і той, хто знаходив його, жив упродовж «ста тисяч мільйонів років».
У скульптурних зображеннях боги підносять анкх до носа царя. На рельєфах антропоморфний знак життя зображували таким, що несе за царем опахало, овіваючи його й даруючи цим вічне життя. Існують зображення, на яких священна вода у формі мініатюрних знаків життя стікає на царя із судин Гора й Тота під час обряду очищення. Форму анкха іноді надавали судинам для узливань. Вважалося, що з таких судин Ісіда, Нефтида, Тот і Анубіс омивали померлого водою, що приносило йому відродження.
Анкх як символ невичерпної життєвої сили наносили на стіни храмів, пам'ятники й вироби. Єгиптяни зображували його на амулетах — вважалося, що так можна продовжити життя на землі; із таким амулетом ховали, вірячи, що покійних чекає життя в іншому світі.
Існувало уявлення, що анкх — це ключ, яким можна відкрити врата смерті. Його пов'язували з повітрям (у контексті ідеї про «подих життя», що боги дають людству через царя) і водою як з елементами життя.
Форми знака як вічного життя часто надавали приношенням (зокрема хлібові, букетам з лотоса й папірусу), призначеним для душ покійних.
В Юнікоді анкх позначається як U+2625 (☥).

## Анкх у сьогоденні
- Від 1980-х донині є частиною символіки субкультури готів.
- З 1982 по 1984 рік гітарист гурту KISS Вінні Вінсент носив образ «Воїн Анкха». На його обличчі гримом був нанесений знак в золотому кольорі.
- Використовується як магічний (або інший надприродний) знак у різних паранаукових і магічних культах і підходах.
- В езотеричній літературі Нью Ейдж представлені анкх-моделі системи чакр.